# Museo ornitologico Luigi Scanagatta

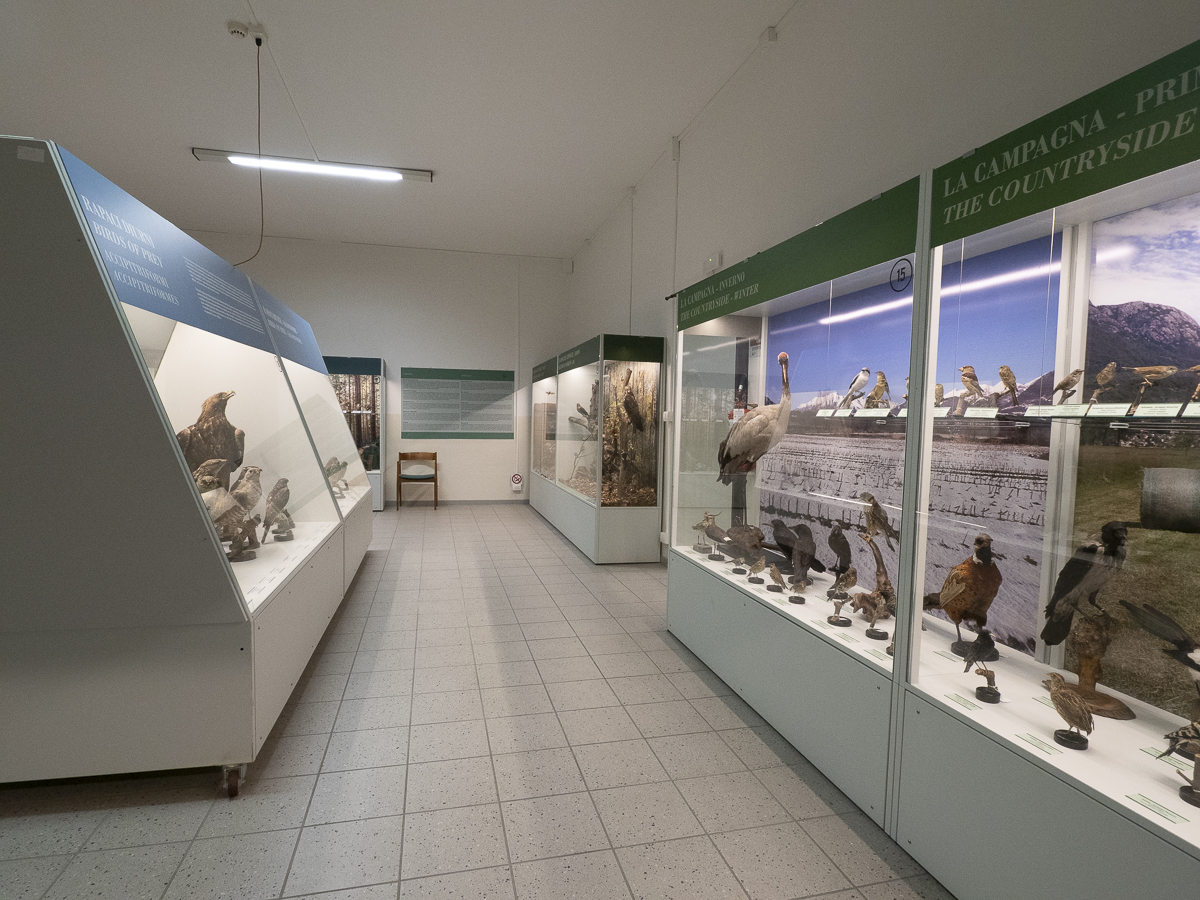
Interno del museo ornitologico

Il Museo ornitologico e di scienze naturali L. Scanagatta è un museo con sede a Varenna, in Provincia di Lecco. Il museo è considerato uno dei più importanti per gli studi sulla tutela dell'aviofauna sul Lago di Como e conserva in particolare esemplari dell'avifauna stanziale e migratoria del territorio del Lago di Como, e nasce in collaborazione con il naturalista Luigi Scanagatta studioso di ornitologia, malacologia e botanica. Il territorio ha una diversità di habitat che varia dagli ambienti umidi della Riserva Naturale del Pian di Spagna in alto lago fino a salire alle quote alpine del Parco Regionale delle Grigne, questa particolare diversità ambientale si riflette anche sulla diversità dell'avifauna presente nel territorio.
Il museo viene creato nel 1962 con la collaborazione di Luigi Scanagatta, e la Pro Loco di Varenna allora presidente Ugo Maloberti e altri appassionati di scienze naturali. Nel 1982 il museo diventa civico e viene ristrutturato con la collaborazione anche di Giacomo Perego del Museo di Varenna. Successivamente il museo si arricchisce con la donazione di Padre Tarciso Scanagatta dell'archivio di Luigi Scanagatta, che include una biblioteca scientifica (con oltre 1500 volumi di ornitologia, zoologia, malacologia e botanica), il suo epistolario (con la corrispondenza con studiosi italiani e stranieri) e la collezione malacologia con esemplari di Historia Naturae risalenti al Settecento e Naturalis historia  di Plinio il vecchio.
Dal 2001 il Museo, a seguito di una lunga chiusura, ottenne una nuova collocazione espositiva alla quale l'intera collezione venne gradualmente trasferita in nuova struttura ospitando oltre che sale espositive, spazi per prima accoglienza e biblioteca.
La conservatrice dott.ssa Nadia Cavallo ed il successivo conservatore dott. Davide Bagnato si impegnano per la nuova organizzazione degli allestimenti e degli spazi, sistemando gli espositori con gli esemplari della collezione già catalogati nei nuovi ambienti della struttura. Vengono inserite nuove teche museali con nuove pannellature e gradualmente nuovi arredi, diffusori sonori, ecc...  Viene creato inoltre un ambiente per la didattica inclusiva con uno spazio per ipovedenti; questo grazie anche all'interesse e volontà dell'allora assessore alla cultura /politiche giovanili rimasto in carica fino al 2011.
Tra il 2006 e gennaio del 2012 le collezioni sono nuovamente curate e trattate dal conservatore dott. Davide Bagnato che vince un bando regionale su progetto per la fruizione del percorso museale riservato anche ai possessori di disabilità.  Vengono presi contatti con altri enti tra i quali soprintendenza e direzione regionale del sistema museale lombardo, pubblicizzando l'importanza del museo come ambiente non solo espositivo ma anche culturale. In questo periodo il Museo è inserito nel circuito del Sistema Museale Provinciale di Lecco coordinato dalla dott.ssa Anna Ranzi.
Tra marzo 2012 e marzo 2013 il Museo viene diretto dalla dott.ssa Gaia Bazzi membro del C.R.O.S. di Varenna.
Nel 2021 la collezione museale viene restaurata con il supporto di due professioniste - le dottoresse Gaia Bazzi e Cinzia Bergamino - incaricate dall’Università del Piemonte orientale, viene riprogettato il percorso museale (anche mediante la collocazione di nuovi pannelli bilingue) e riqualificata ed esposta la collezione malacologica Scanagatta.